# Alfonso VIII di Castiglia
Alfonso Sanchez, detto il Nobile e anche quello de Las Navas. Alfonso anche in spagnolo e in asturiano, Alfons in catalano, Afonso in galiziano e in portoghese, Alifonso in aragonese e Alfontso in basco.Adefonsus o Alfonsus in latino (Soria, 11 novembre 1155 – Gutierre-Muñoz, 5 ottobre 1214), è stato re di Castiglia dal 1158 al 1214.

## Origine
Secondo la cronaca di Alberico delle Tre Fontane,
Alfonso era figlio del re di Castiglia Sancho III e della moglie (il matrimonio viene confermato dal documento nº 56 del Recueil des chartes de l'abbaye de Silos -Rex Sancius...Regina domna Blanca uxor regis-) Bianca di Navarra, che, secondo gli Annales Compostellani era figlia  del re di Navarra, García IV Ramírez (Regina Branca mater istius Aldefonsi Regis Castellæ…fuit filia Garsiæ Regis Navarræ) e della moglie, Margherita de l'Aigle (?-25 maggio 1141), figlia di Gibert de l'Aigle e Giuliana di Perche.

Secondo la cronaca di Alberico delle Tre Fontane, Sancho era figlio primogenito del re di León e Castiglia Alfonso VII e come riporta il Roderici Toletani Archiepiscopi De Rebus Hispaniæ, di Berenguela di Barcellona,, che, secondo gli Ex Gestis Comitum Barcinonensium era la figlia primogenita del conte di Barcellona, Gerona, Osona e Carcassonne, Raimondo Berengario III e la sua seconda moglie, la contessa di Provenza e Gévaudan, Dolce I (1090-1129), figlia primogenita del Visconte di Millau, di Gévaudan, e di Carlat, Gilberto I di Gévaudan e della Contessa di Provenza, Gerberga, come viene confermato dalle Note dell'Histoire Générale de Languedoc, Tome II.

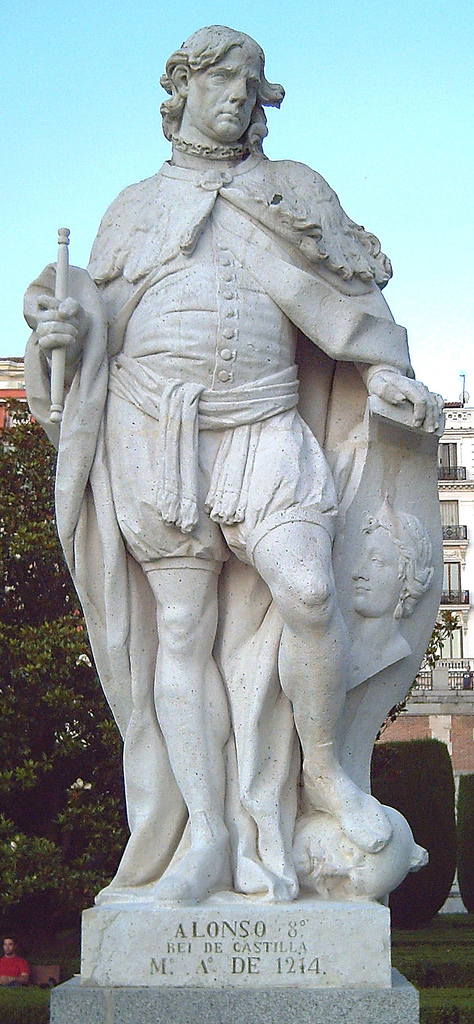
Juan de Villanueva Barbales, statua di Alfonso VIII, 1753, Giardini di Sabatini, Madrid, Spagna.

## Biografia
Gli Anales Toledanos riportano il giorno della nascita di Alfonso, l'11 novembre 1155 (Nasciò el Rey D. Alfonso noche de S. Martin è fue dia de Viernes, Era MCXIII).

Mappa della penisola iberica alla morte di Afonso VII, l'anno prima che Alfonso VIII salisse al trono, con la zona occupata dagli Almohadi e i regni di Portogallo (P), León (L), Castiglia (C), Navarra (N) e Aragona (A).

Suo padre, Sancho III, come riporta lo storico Rafael Altamira, regnò per circa un anno; la Cronaca Burgenseriporta la sua morte nel 1158 (Era MCXCVI obiit Rex Sancius filius Imperatoris), gli Annales Toletani specificano la data della morte al 31 di agosto (Muriò el Rey D. Sancho fillo del Emperador el postrimer dia Dagosto. Era MCXCVI), mentre per gli Annales Compostellani morì il 1 settembre (Era MCXCVI. Sancius filius Aldephonsi Imperatoris, Kalend. Septemb.).

Alla morte prematura del padre, gli succedette Alfonso di circa tre anni con i titoli di re di Castiglia di Toledo e dell'Estremadura. Sul giovanissimo re si scatenarono le brame dei monarchi cristiani confinanti con la Castiglia e dei nobili castigliani aspiranti alla carica di tutore. I nobili di Castiglia e molti avventurieri e mercenari si raccolsero attorno alle due grandi famiglie rivali: la famiglia Lara e la famiglia Castro, che rivendicavano entrambi la sua tutela e la reggenza, così come suo zio, il re di León Ferdinando II.

La famiglia Castro vantava di essere stata prescelta da Sancho III, nella tutela del giovane Alfonso nella persona di Gutierre Fernández de Castro, ma la famiglia Lara contestava questa scelta, per cui ne nacque una disputa che sfociò in una vera guerra civile, che durò circa 8 anni; il re del León ne approfittò impadronedosi di molte città e fortezze castigliane, mentre il re di Navarra, Sancho VI invase il distretto della Rioja.
Era praticamente prigioniero della famiglia Lara, nella città di Soria, quando, nel 1166, un gruppo di nobili lealisti lo liberò riparando nelle città come San Esteban de Gormaz e Avila che non erano controllate né dai Lara né dai Castro, a Toledo, fu incoronato re a soli undici anni, e fino al 1169, visse nel Monastero di San Zoilo a Carrión de los Condes, dove, secondo il Diccionario biográfico español, Real Academia de la Historia, l'11 novembre 1169 si autoproclamò cavaliere.
Riuscì quindi a sottomettere i nobili ribelli. In quello stesso periodo confermò l'Ordine di Calatrava, istituito da suo padre, Sancho III, con il mandato di difendere la città di frontiera di Calatrava affidandolo all'abate Raimundo de Fitero e a Diego Velázquez, fondatore dell'Ordine.
Con la sua maggior età, dopo avere stretto un'alleanza con il re d'Aragona, Alfonso II, dopo il trattato di Sahagún del 1170, iniziò un periodo di espansione del regno di Castiglia, rientrando in possesso della Biscaglia e, iniziando la riconquista della regione di Rioja, tolta al re di Navarra e con l'annessione, nel 1177, di Cuenca, tolta ai Mori.
Con la maggior età Alfonso si era impegnato nel 1169 a sposare la  piccola Eleonora Plantageneta di circa sette anni, figlia di Enrico II e di Eleonora d'Aquitania, come riporta Matteo di Parigi nel suo Matthæi Parisiensis, monachi Sancti Albani, Chronica majora, come riporta anche la Historiae Anglicanae Scriptores X (Alienor filia regis nupsit Adelfunso regi Castellæ).

Nel settembre del 1177 si sposarono a Burgos. Il matrimonio fu combinato per ragioni politiche: per garantire sicurezza ai confini pirenaici, infatti Eleonora aveva portato in dote il ducato di Guascogna, come riporta la Crónica latina de los reyes de Castilla.
Nel 1179, a Cazorla, venne siglato un altro trattato tra Alfonso VIII e il re d'Aragona, Alfonso II, in cui non solo si stabilivano gli attuali confini tra i due regni, ma venivano anche definiti i territori che sarebbero loro toccati in un'eventuale riconquista del territorio in possesso dei mori. 

Nel 1180 si riappacificò anche con lo zio, il re del León, Ferdinando II. Ma il tentativo di Reconquista venne però bloccato dalla sconfitta nella battaglia di Alarcos (18 luglio 1195) in cui il re di León, Alfonso IX ed il re di Navarra, Sancho VII, arrivarono in ritardo. La vittoria almohade (dinastia regnante nel Maghreb e nella Spagna islamica) scosse la stabilità del regno di Castiglia per diversi anni. Tutti i castelli al confine con la Spagna islamica vennero abbandonati: Malagón, Benavente, Calatrava, Caracuel e Torre de Guadalferza, a causa di ciò la strada per Toledo era spalancata. Fortunatamente per i cristiani, tuttavia, il califfo almohade Abu Yusuf Ya'qub al-Mansur tornò a Siviglia a causa delle perdite considerevoli che aveva subito.
Per i successivi due anni le forze di al-Mansur devastarono l'Estremadura, la valle del Tago, La Mancha e anche la zona intorno a Toledo. Alcune di queste spedizioni furono guidate dal rinnegato Pedro Fernández de Castro. Tuttavia queste incursioni non portarono guadagni territoriali al califfo, che si alleò con re Alfonso IX di León (che si era stato infuriato perché il re castigliano non lo aveva aspettato prima della battaglia di Alarcos). Ma il califfo stava perdendo interesse per gli affari della penisola iberica, era in cattive condizioni di salute, il suo obiettivo di salvare la Spagna islamica sembrava essere un successo, nel 1198 tornò in Marocco, dove morì nel febbraio 1199.
Si aprì nuovamente un periodo di conflitti con la Navarra ed il León, con il re del quale (Alfonso IX) ritrovò la pace per merito dell'intervento del re d'Aragona, Pietro II, suggellato dal matrimonio, nel 1197, di sua figlia Berengaria con il re del León, Alfonso IX; mentre oltre a portare a termine la riconquista della Rioja, Alfonso VIII approfittò del fatto che Sancho VII di Navarra stava combattendo in Murcia, Andalusia e Nordafrica, alleato degli Almohadi, per togliere, nel 1200, alla Navarra Álava, Gipuzkoa e confermato dal trattato di Guadalajara (1207). Inoltre nello stesso periodo furono colonizzate da castigliani, molte città della costa cantabrica come Castro-Urdiales, San Vicente de la Barquera, Santander, Laredo, San Sebastián, Fuenterrabia ecc.
Finalmente Alfonso, dopo che il papa Innocenzo III predicò una crociata, riuscì a preparare un esercito congiunto con gli altri sovrani cristiani della penisola iberica (escluso il re del León Alfonso IX), i re di Navarra, Sancho VII, Aragona, Pietro II, e Portogallo, Alfonso II il Grasso che inflissero agli Almohadi, guidati dal nuovo califfo Muhammad al-Nasir in persona, nella storica battaglia di Las Navas de Tolosa (16 luglio 1212) una decisiva sconfitta, a partire dalla quale ebbe inizio l'irreversibile declino dei regno almohade nella penisola iberica. La presenza di Sancho VII di Navarra fu determinante, le sue truppe navarresi arrivarono sino alla tenda del califfo Muhammad al-Nasir (detto Miramamolin) dopo aver tagliato le catene che la proteggevano. 

Sempre nel 1212 Alfonso VIII istituì l'Università di Palencia, la prima università in Spagna.
Alfonso VIII, che era stato il primo re di Castiglia a fregiarsi dello stemma di Castiglia, non visse abbastanza per godere i frutti della vittoria, perché morì due anni dopo, nell'ottobre 1214; secondo gli Annales Compostellani, morì a Gutierre-Muñoz, il 6 ottobre del 1214 (Era MCCLII Aldefonsus Rex Castellæ III Non Oct), mentre gli Anales Toledani riportano la morte il 5 ottobre in prossimità di Arévalo, nella Provincia di Avila(Muriò el Rey D. Alfonso en una aldea de Avila....en V dia de Octubre. Era MCCLII). I suoi resti riposano, assieme a quelli della regina Eleonora, nell'Abbazia di Santa María la Real de Las Huelgas, a Burgos, da lui fondata nel 1180, come riporta La web de las biografias.

Gli succedette il figlio Enrico, di circa dieci anni.

## Discendenza
Alfonso ed Eleonora ebbero dieci o undici figli::
- Berenguela (1180-1246), regina di Castiglia[31];
- Sancho (aprile 1181-luglio 1181)[32];
- Sancha (1182-1183/1184), citata nel documento nº 2 delle Publicaciones de la Institución Tello Téllez de Meneses, no. 51 (1984) ("San Nicolás del Real Camino")[33];
- Enrico (1184- circa 1192), citato nel documento n° CLVI dell'appendice delle Antiguedades de España[34];
- Urraca (1186/1187-1220), sposò Alfonso II del Portogallo[31][35];
- Bianca (1188-1252), sposò re Luigi VIII di Francia[31];
- Fernando (1189-1211) citato nelle Memorias de las Reynas Catholicas[36];
- Mafalda (1191?-1204). Quando morì era fidanzata con l'erede al trono di León, Ferdinando di León (1192 - agosto 1214), come riporta lo storico, Szabolcs de Vajay;
- Costanza (1195-1243), monaca cistercense nell'Abbazia di Santa María la Real de Las Huelgas di Burgos, come riporta il Chronicon mundi di Lucas de Tuy;
- Eleonora (1200-1244), sposò re Giacomo I d'Aragona[31];
- Enrico (1204-1217), re di Castiglia[25].

## Ascendenza
|                              |                          |                                       | Genitori                             |  |  | Nonni |  |  | Bisnonni             |  |  | Trisnonni               |  |
|                              |                          |                                       |                                      |  |  |       |  |  | Raimondo di Borgogna |  |  | Guglielmo I di Borgogna |  |
|                              |                          |                                       |                                      |  |  |       |  |  | Raimondo di Borgogna |  |  | Guglielmo I di Borgogna |  |
|                              |                          | Stefania di Longwy                    |                                      |  |  |       |  |  | Raimondo di Borgogna |  |  |                         |  |
| Alfonso VII di León          |                          |                                       |                                      |  |  |       |  |  | Raimondo di Borgogna |  |  |                         |  |
|                              |                          | Urraca di Castiglia                   | Alfonso VI di León                   |  |  |       |  |  |                      |  |  |                         |  |
|                              |                          | Urraca di Castiglia                   | Alfonso VI di León                   |  |  |       |  |  |                      |  |  |                         |  |
|                              |                          | Urraca di Castiglia                   | Costanza di Borgogna                 |  |  |       |  |  |                      |  |  |                         |  |
| Sancho III di Castiglia      |                          | Urraca di Castiglia                   |                                      |  |  |       |  |  |                      |  |  |                         |  |
|                              |                          | Raimondo Berengario III di Barcellona | Raimondo Berengario II di Barcellona |  |  |       |  |  |                      |  |  |                         |  |
|                              |                          | Raimondo Berengario III di Barcellona | Raimondo Berengario II di Barcellona |  |  |       |  |  |                      |  |  |                         |  |
|                              |                          | Raimondo Berengario III di Barcellona | Matilde d'Altavilla                  |  |  |       |  |  |                      |  |  |                         |  |
| Berengaria di Barcellona     |                          | Raimondo Berengario III di Barcellona |                                      |  |  |       |  |  |                      |  |  |                         |  |
|                              |                          | Dolce I di Provenza                   | Gilberto I di Gévaudan               |  |  |       |  |  |                      |  |  |                         |  |
|                              |                          | Dolce I di Provenza                   | Gilberto I di Gévaudan               |  |  |       |  |  |                      |  |  |                         |  |
|                              |                          | Dolce I di Provenza                   | Gerberga di Provenza                 |  |  |       |  |  |                      |  |  |                         |  |
| Alfonso VIII di Castiglia    |                          | Dolce I di Provenza                   |                                      |  |  |       |  |  |                      |  |  |                         |  |
|                              | Ramiro Sánchez di Monzón | Sáncho Garcés di Navarra              |                                      |  |  |       |  |  |                      |  |  |                         |  |
|                              | Ramiro Sánchez di Monzón | Sáncho Garcés di Navarra              |                                      |  |  |       |  |  |                      |  |  |                         |  |
|                              | Ramiro Sánchez di Monzón | Costanza Sánchez                      |                                      |  |  |       |  |  |                      |  |  |                         |  |
| García IV Ramírez di Navarra | Ramiro Sánchez di Monzón |                                       |                                      |  |  |       |  |  |                      |  |  |                         |  |
|                              |                          | Cristina Rodriguez                    | El Cid                               |  |  |       |  |  |                      |  |  |                         |  |
|                              |                          | Cristina Rodriguez                    | El Cid                               |  |  |       |  |  |                      |  |  |                         |  |
|                              |                          | Cristina Rodriguez                    | Jimena Díaz                          |  |  |       |  |  |                      |  |  |                         |  |
| Bianca Garcés di Navarra     |                          | Cristina Rodriguez                    |                                      |  |  |       |  |  |                      |  |  |                         |  |
|                              |                          | Gilbert de l'Aigle                    | …                                    |  |  |       |  |  |                      |  |  |                         |  |
|                              |                          | Gilbert de l'Aigle                    | …                                    |  |  |       |  |  |                      |  |  |                         |  |
|                              |                          | Gilbert de l'Aigle                    | …                                    |  |  |       |  |  |                      |  |  |                         |  |
| Marguerite de l'Aigle        |                          | Gilbert de l'Aigle                    |                                      |  |  |       |  |  |                      |  |  |                         |  |
|                              |                          | Juliette du Perche                    | …                                    |  |  |       |  |  |                      |  |  |                         |  |
|                              |                          | Juliette du Perche                    | …                                    |  |  |       |  |  |                      |  |  |                         |  |
|                              |                          | Juliette du Perche                    | …                                    |  |  |       |  |  |                      |  |  |                         |  |
|                              |                          | Juliette du Perche                    |                                      |  |  |       |  |  |                      |  |  |                         |  |

## Galleria d'immagini

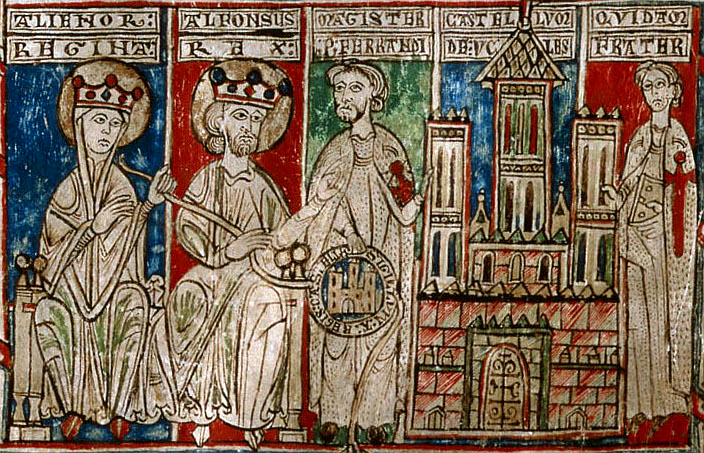
Alfonso VIII al centro con alla sinistra la regina Eleonora
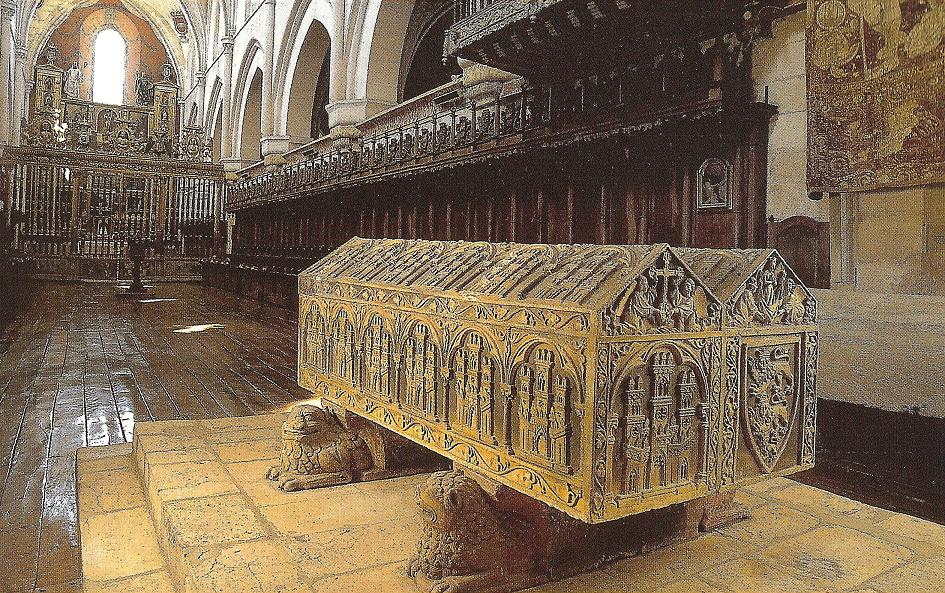
Sepolcro che contiene i resti di Alfonso VIII e della moglie, la regina Eleonora. Monastero de las Huelgas di Burgos.
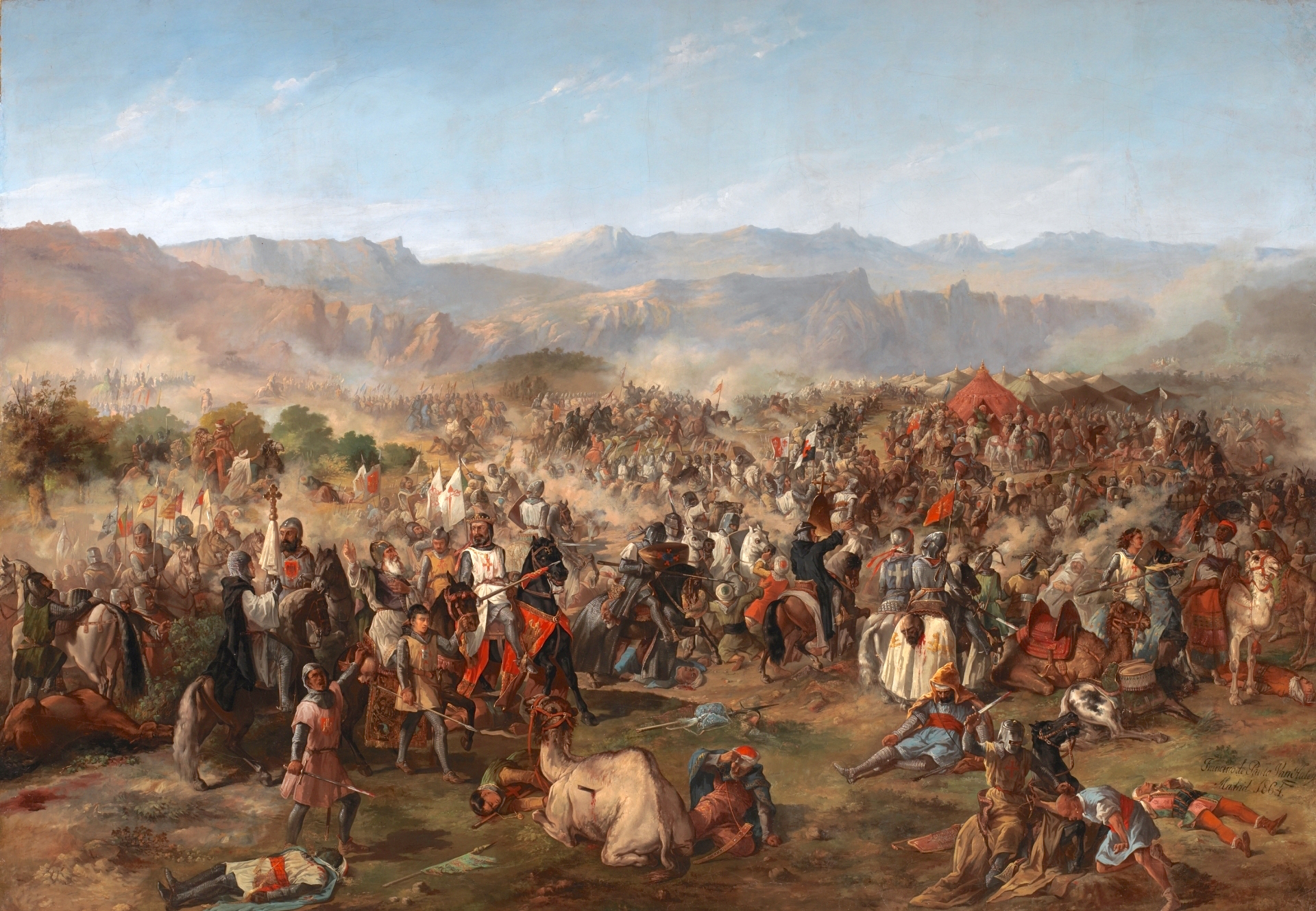
Battaglia di Las Navas de Tolosa, pittura a olio di F. P. Van Halen (XIX secolo), esposta nel Palazzo del Senato di Madrid.

### Fonti primarie
- (LA)  Chronique de Robert de Torigni, abbé du Mont-Saint-Michel; suivie de divers opuscules historiques de cet auteur et de plusieurs religieux de la même abbaye. Tome 2.
- (LA)  Monumenta Germaniae Historica, Scriptores, tomus XXIII.
- (LA)  Recueil des chartes de l'abbaye de Cluny. Tome 5.
- (LA)  Recueil des historiens des Gaules et de la France. Tome 12.
- (LA)  Recueil des chartes de l'abbaye de Silos.
- (LA)  Historia de los reyes de Castilla y de Leon, Volume 1
- (LA)  #ES España sagrada, Volume 23.
- (LA)  Historia de la insigne ciudad de Segovia, Tome I
- (LA)  #ES San Nicolás del Real Camino
- (LA)  #ES Antiguedades de España
- (LA) Matthæi Parisiensis, monachi Sancti Albani, Chronica majora
- (LA) #ES Historiae Anglicanae Scriptores X

### Letteratura storiografica
- Rafael Altamira, "La Spagna (1031-1248)", in Storia del mondo medievale, vol. V, 1999, pp. 865–896.
- Miguel Gómez, Kyle C. Lincoln e Damian Smith, King Alfonso VIII of Castile. Government, Family, and War, Fordham University Press, 2018, ISBN 978-0-8232-8414-6.
- Frederick Maurice Powicke, "I regni di Filippo Augusto e Luigi VIII di Francia", in Storia del mondo medievale, vol. V, 1999, pp. 776–828.
- E.F. Jacob, "Innocenzo III", in Storia del mondo medievale, vol. V, 1999, pp. 5–53.
- Edgar Prestage, "Il Portogallo nel Medioevo", in Storia del mondo medievale, vol. VII, 1999, pp. 576–610.
- (FR)  Histoire générale de Languedoc, Notes, tomus II.
- (ES)  #ES Memorias de las reynas catholicas, vol. 1
- (PT)  Nobiliario del Conde de Barcelos Don Pedro, Hijo del Rey Don Dionisio, Reyes de Portugal
- (ES) Crónica latina de los reyes de Castilla.